# Dodești
Dodești – wieś w Rumunii, w okręgu Vaslui, w gminie Dodești. W 2011 roku liczyła 1457 mieszkańców.